# Nanteuil (acteur)
Pour les articles homonymes, voir Nanteuil.
Nanteuil (né Denis Clerselier vers 1650 dans la région de Meaux et mort à une date indéterminée) est un acteur et dramaturge français.
Ses parents étaient Denis Clerselier, audiencier du Châtelet de Paris, et Jeanne Parafillar. Son oncle supposé, le philosophe Claude Clerselier, édita les œuvres de Descartes.
Nanteuil débute en 1667 et fait partie de la troupe du maréchal de Villeroy à Marseille. Il joue à La Haye et Bruxelles entre 1668 et 1672, ainsi qu'à Hanovre de 1671 à 1673. Il revient en France entre 1682 et 1698 et joue à Dijon, Bordeaux, Montauban, Strasbourg, Metz, Marseille, Lyon et Tours. En 1685, il fait construire un théâtre à Angoulême.
Sa présence est encore attestée à Varsovie en 1699, puis à Grenoble en 1702, après quoi on perd sa trace.
Outre ses qualités de comédien, Nanteuil a écrit quelques pièces de théâtre au vocabulaire parfois cru :
- Le Comte de Rocquefœuilles ou le Docteur extravagant, La Haye, 1669
- Les Brouilleries nocturnes, Bruxelles, 1669
- Le Campagnard dupé Hanovre, 1671
- L'Amour sentinelle, La Haye, 1672 (lire en ligne)
- La Fille vice-roy, Hanovre, 1672
- L'Amante invisible, Hanovre, 1673
- L'Héritier imaginaire, Hanovre, 1674.

On lui attribue également La Prise de Brunswic, pièce perdue.